# Hiam Abbass
Hiam Abbass (in arabo هيام عباس‎?; in ebraico היאם עבאס‎?; Nazareth, 30 novembre 1960) è un'attrice e regista palestinese con cittadinanza israeliana.

## Biografia
Hiam Abbass ha conosciuto la notorietà per i suoi ruoli in La sposa siriana (2004), Munich e Paradise Now (2005). Nel 2007 ha interpretato Mouna Khalil ne L'ospite inatteso di Thomas McCarthy, mentre nel 2008 ha avuto il ruolo principale ne Il giardino di limoni - Lemon Tree, in cui interpreta una donna palestinese che lotta contro la decisione dei servizi segreti israeliani di sradicare il suo giardino di limoni, in quanto potrebbe essere usato dai terroristi per fare degli attentati all'adiacente casa del Ministro della Difesa, ruolo per cui ha ricevuto un Israeli Film Academy Award.

## Filmografia

### Regista
- Le pain (2001) - cortometraggio
- La danse éternelle (2004) - cortometraggio

### Sceneggiatrice
- La danse éternelle (2004) - cortometraggio

### Attrice

#### Cinema
- La nuit miraculeuse, regia di Ariane Mnouchkine (1989)
- Ognuno cerca il suo gatto (Chacun cherche son chat), regia di Cédric Klapisch (1996)
- Haifa, regia di Rashid Masharawi (1996)
- Histoire naturelle, regia di Karim Boulila (1998) - cortometraggio
- Raddem, regia di Danielle Arbid (1998) - cortometraggio
- Vivre au paradis (Vivre au paradis), regia di Bourlem Guerdjou (1998)
- Ali, Rabiaa et les autres, regia di Ahmed Boulane (2001)
- Ligne 208, regia di Bernard Dumont (2001)
- Le mariage en papier, regia di Stéphanie Duvivier (2001) - cortometraggio
- Le pain, regia di Hiam Abbass (2001) - cortometraggio
- L'ange de goudron, regia di Denis Chouinard (2001)
- Fais-moi des vacances, regia di Didier Bivel (2002)
- Satin rouge, regia di Raja Amari (2002)
- Aime ton père, regia di Jacob Berger (2002)
- Bab el Chams, regia di Yousry Nasrallah (2004)
- La sposa siriana (The Syrian Bride), regia di Eran Riklis (2004)
- Nadia et Sarra, regia di Moufida Tlatli (2004)
- Paradise Now, regia di Hany Abu-Assad (2005)
- Sur les traces de Mélanie, regia di Laetitia Arlix (2005)
- Free Zone, regia di Amos Gitai (2005)
- Le démon de midi, regia di Marie-Pascale Osterrieth (2005)
- Munich, regia di Steven Spielberg (2005)
- Petites révélations, regia di Marie Vermillard (2005)
- Azur e Asmar (Azur et Asmar), regia di Michel Ocelot (2006)
- Nativity (The Nativity Story), regia di Catherine Hardwicke (2006)
- Il mio amico giardiniere (Dialogue avec mon jardinier), regia Jean Becker (2007)
- Disimpegno (Disengagement), regia di Amos Gitai (2007)
- L'ospite inatteso (The Visitor), regia di Thomas McCarthy (2007)
- Al-mor wa al rumman, regia di Najwa Najjar (2008)
- Kandisha, regia di Jerome Cohen-Olivar (2008)
- Blanche, regia di Eric Griffon du Bellay (2008) - cortometraggio
- La fabrique des sentiments, regia di Jean-Marc Moutout (2008)
- Un roman policier, regia di Stéphanie Duvivier
- Il giardino di limoni - Lemon Tree (Etz Limon), regia di Eran Riklis (2008)
- L'Aube du monde, regia di Abbas Fahdel (2008)
- Fatoush, regia di Hisham Abdel Khalek (2008) - cortometraggio
- Amreeka, regia Cherien Dabis (2009)
- Espion(s), regia di Nicolas Saada (2009)
- Human Zoo, regia di Rie Rasmussen (2009)
- The Limits of Control, regia di Jim Jarmusch (2009)
- Chaque jour est une fête, regia di Dima El-Horr (2009)
- Habibti, regia di Nour Wazzi (2010)
- Suite parlée, regia di Joël Brisse e Marie Vermillard (2010)
- Miral, regia di Julian Schnabel (2010)
- Une bouteille à la mer, regia di Thierry Binisti (2012)
- La sorgente dell'amore (La Source des femmes), regia di Radu Mihăileanu (2012)
- Exodus - Dei e re (Exodus: Gods and Kings), regia di Ridley Scott (2014)
- Insyriated, regia di Philippe Van Leeuw (2017)
- Blade Runner 2049, regia di Denis Villeneuve (2017)
- Mon frère - Tutto per mio fratello, regia di Julien Abraham (2019)

#### Televisione
- Antoine Rives, juge du terrorisme – serie TV, 1 episodio (1993)
- 3000 scénarios contre un virus – serie TV, 1 episodio (1994)
- Venise est une femme, regia di Jean-Pierre Vergne – film TV (1998)
- Mix-cité, regia di Christophe Leprêtre – film TV (2000)
- Pierre et Farid, regia di Michel Favart – film TV (2003)
- Béthune sur Nil, regia di Jérôme Foulon – film TV (2008)
- Histoires de vies – serie TV, 1 episodio (2010)
- Succession – serie TV, 26 episodi (2018-2023)
- The Old Man – serie TV, 5 episodi (2022)

## Doppiatrici italiane
Nelle versioni in italiano dei suoi lavori, Hiam Abbass è stata doppiata da:
- Emanuela Rossi ne L'ospite inatteso, La sorgente dell'amore
- Roberta Greganti in Miral, Il giardino di limoni - Lemon Tree
- Barbara Castracane in Exodus - Dei e re
- Daniela Abbruzzese in Insyriated
- Ludovica Modugno in Blade Runner 2049
- Antonella Giannini in Succession
- Alessandra Korompay in The Old Man

Da doppiatrice è sostituita da:
- Tenerezza Fattore in Azur e Asmar